# 1899–1900-as Challenge Kupa
Az 1899–1900-as Challenge Kupa volt a sorozat harmadik kiírása, továbbra is osztrák klubcsapatok részvételével. A First Vienna FC megvédte címét.

## Mérkőzések

### Első kör
| 1899. november 26. |

| Vienna Cricket FC | 11–0  | SK Rapid Wien |
| ----------------- | ----- | ------------- |
|                   | (5–0) |               |

| Bécs |

### Elődöntő
| 1899. december 8. |

| Vienna Cricket FC                        | 2–1 | Wiener AC     |
| ---------------------------------------- | --- | ------------- |
| ismeretlen (1-0, 11-esből) Redfern (2-1) |     | Gössing (1-1) |

| Bécs |

| 1899. december 10. |

| First Vienna FC | 3–1 | FC 98 |
| --------------- | --- | ----- |
|                 |     |       |

| Hohe Warte, Bécs |

### Döntő
| 1900. március 11. |

| First Vienna FC          | 2–0   | Vienna Cricket FC |
| ------------------------ | ----- | ----------------- |
| Eipel (1-0) Albert (2-0) | (2–0) |                   |

| Bécs |